# مقاطعة ياوهاي
مقاطعة ياوهاي هي إحدى مقاطعات منطقة آنهوي في الصين.